# 上法蘭西大區快速運輸

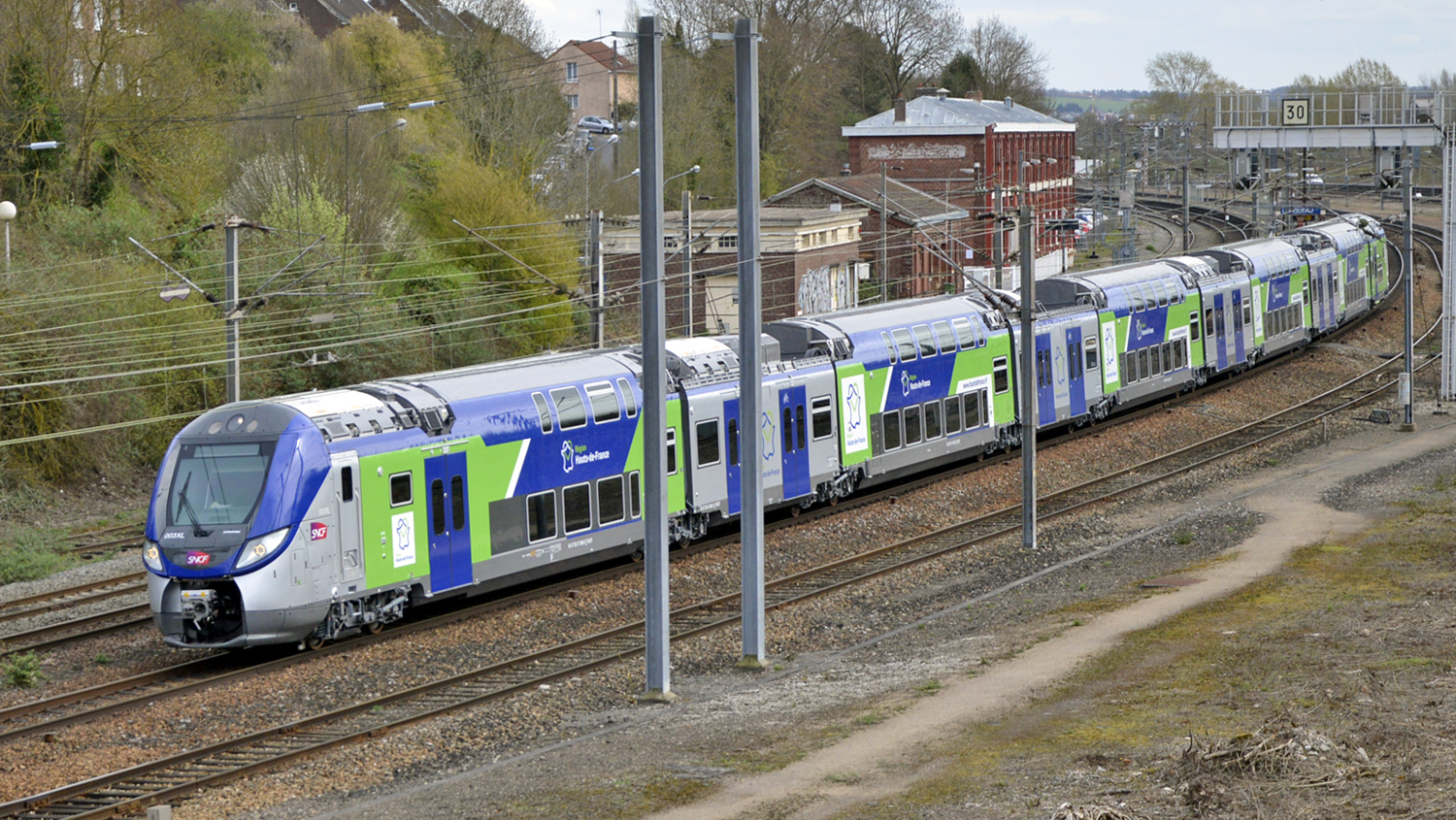

上法兰西大区公共交通（法語：Transport Express Régional - Hauts-de-France）是法国的一个区域性公共交通系统，服务于法国西北部的上法兰西大区并因此而得名。

## 历史
上法兰西大区公共交通成立于2017年8月28日，其前身为皮卡第大区公共交通（法語：TER Picardie）和北部-加来海峡大区公共交通（法語：TER Nord-Pas-de-Calais），两个大区已于2016年正式合并。
2019年，原有的"巴黎——圣康坦——莫伯日"一线的法国城际列车划入上法兰西大区公共交通系统当中。

## 线路
截止2019年1月底，上法兰西大区公共交通共有42条线路。